# Liza Sips
Liza Sips (Harderwijk, 10 september 1990) is een Nederlands actrice, stemactrice, presentatrice en schrijfster.
Sips was vanaf haar tweede te zien als model in gedrukte reclame en in diverse reclamespots, voor zij in 2007 nationale bekendheid vergaarde door haar rol van Vicky Pouw in Goede tijden, slechte tijden. Ze speelde gastrollen in diverse televisieseries, waaronder Gooische Vrouwen, Keyzer & De Boer Advocaten en Flikken Maastricht. Daarnaast speelde ze rollen in binnen- en buitenlandse films. Sips doet veel stemmenwerk voor onder andere diverse Disney XD-films, Barbiefilms en kinderseries. In 2015 verscheen Sips' eerste jeugdboek Soapsop, uitgegeven door uitgeverij De Fontein.

## Carrière

### Beginjaren
Als tweejarige stond Sips model voor diverse kledingmerken en reclamedrukwerk. Daarnaast verscheen ze in commercials van onder meer Gran Dorado, C&A, Capgemini, Postbus 51 en C1000. Sinds 1998 volgde ze lessen bij het jeugdtheater in haar toenmalige woonplaats Harderwijk.
Op haar twaalfde besloot ze zich meer te gaan richten op film en televisie en nam ze toneellessen om zich te ontwikkelen als actrice. Ze schreef zich in bij diverse castingbureaus, om ervaring op te kunnen doen. Ze werd door Harry Klooser Casting al vrij snel gecast voor een kleine bijrol in Goede tijden, slechte tijden. Hierna volgden gastrollen in onder andere Samen, Gooische Vrouwen, Keyzer & De Boer Advocaten en Onderweg naar Morgen. Tevens speelde ze in de films Floris, Storm en de Amerikaanse speelfilm Kill Kill Faster Faster – naast onder meer Gil Bellows.

### Doorbraak
In 2007 werd Sips gevraagd om auditie te doen voor de rol van Vicky Pouw in Goede tijden, slechte tijden. Ze kreeg de rol toegewezen en verscheen op 16 mei voor het eerst in de serie. In mei 2008 werd ze uitgeroepen tot Spits Shooting Star, Mooiste jong talent, door Sp!ts en FHM. In juni 2009 stopte de rol van Vicky Pouw.

### Carrière
Na haar vertrek uit Goede tijden, slechte tijden werd Sips gevraagd voor presentatieklussen. Zo was ze regelmatig reporter voor Nicksclusive en presenteerde ze samen  de Super Spetter Quiz, beide op Nickelodeon. Ook presenteerde ze verschillende keren het liveprogramma Supernick. Daarnaast bemachtigde ze gastrollen in Het Huis Anubis en Flikken Maastricht. 
Tevens spreekt Sips verschillende stemmen in voor animatie- en tekenfilms (waaronder Barbie- en Disneyfilms), commercials en games. In 2010 is ze te zien in SPRING, een kortfilm geregisseerd Mattijs Mollee. In juli 2010 werd bekend dat Sips de hoofdrol van Lisa zou gaan spelen in de film Penny's Shadow (regie: Steven de Jong).
Sips werd in mei 2011 benaderd vanuit Parijs door Louis Vuitton. Zij was de enige Nederlandse die gekleed wordt door dit merk. Mede hierdoor werd Sips in augustus 2011 uitgeroepen tot een van de stijlvolste vrouwen van Nederland, door de Jackie.
In januari 2011 was Sips voor de tweede keer te zien in Het huis Anubis, dit keer speelde ze de vaste rol van Cato van Vleuten in Het Huis Anubis en de Vijf van het Magische Zwaard. In september 2011 kwam de korte film Vox Scripta - het gesproken woord geschreven, van Wiebe van den Ende uit op het Nederlands Film Festival.
Voor de boekverfilming Cop vs Killer, een Telefilm voor de AVRO onder regie van Hans Pos, speelde Sips de rol van Nicole, dochter van Mirko (gespeeld door Jeroen Willems). De film kwam in 2012 op televisie.
In 2012 won Sips het programma Sterren Springen op Zaterdag. In juni 2013 deed ze ook mee aan Killer Karaoke op RTL 5. Tevens deed ze in dat jaar mee aan het spelprogramma Sabotage, waarin ze als laatste voor de finale afviel. Ook was Liza te zien als 'nieuwe collega Chantal' in De Dino Show.
In 2013 was Sips als Liesbeth te zien in de eerste interactieve speelfilm van Nederland APP en speelde zij een gastrol in de dagelijkse serie Malaika. Ook werd ze dit jaar door het lezerspubliek van tijdschrift Grazia uitgeroepen tot 'Most Talented Beauty'. 
In 2014 speelde Sips een rol in de korte 48-hour film These Dirty Words, onder regie van Jens Rijswijk. De film werd tijdens het 48-hour film festival uitgeroepen tot beste film in Rotterdam, Nederland en werd uitgeroepen tot de Internationaal beste film tijdens het 48-hours Filmfestival in Hollywood. Aan het einde van het jaar nam Sips plaats als een van de juryleden van een nieuw seizoen Sterren Springen op Zaterdag.
Begin 2015 kwam Sips' eerste jeugdroman uit genaamd Soapsop, uitgegeven door Uitgeverij de Fontein. 
In 2016 was een druk jaar voor Sips. Ze bemachtigde de dubbele hoofdrol in de speelfilm Fashion Chicks. Sips speelde hierin zowel de rol van Esmee als haar alterego Lizzy. De film kreeg de gouden status. Ook was ze te zien in het Talpa-programma Sabotage, waar ze als laatste voor de finale afviel. Ze speelde in twee afleveringen van de serie Danni Lowinski, als Tessa Topal en haar tweede jeugdroman kwam uit, wederom uitgegeven door Uitgeverij De Fontein. Ook was Sips te zien als co-host in het AVROTROS-programma Bommetje.
In 2017 startte Sips samen met een vriendin het online moederplatform MommyProof.TV. Voor dit online-kanaal maakte zij onder meer programma's voor Prenatal, Pampers, Bugaboo en ABN AMRO.
In 2018 speelde Sips de rol van Floor in de boekverfilming Zwaar verliefd!, geschreven door Chantal van Gastel. Ook deze film behaalde de Gouden status. Sips was tevens in het vervolgdeel Zwaar verliefd! 2 te zien.
In de zomer van 2019 vloog Sips voor twee maanden naar Suriname om te filmen voor de speelfilm Suriname. Deze film werd de eerste Pathé Thuis film. Sips speelt in deze film de rol van gangstervrouw Femke Righter. De film ging in 2020 in première in Pathé Tuschinski.
In 2021 was Sips wederom te zien als Floor in de gouden boekverfilming Zwaar Verliefd II. Dit jaar heeft ze ook de opnames van de speelfilm Marokkaanse Bruiloft, waarin zij de rol van jonge strafrecht advocaat Harminke de Gaay Fortman speelt. Deze film van regisseur Johan Nijenhuis verschijnt in 2022 in de bioscoop en behaalt de Gouden status.
In 2022 was Sips een van de deelnemers aan het 22e seizoen van het RTL 4-programma Expeditie Robinson. Ze viel als vijfde af en eindigde daarmee op de zeventiende plek. In 2023 deed Sips mee aan het televisieprogramma Weet Ik Veel.

## Privé
Sips werd geboren in Harderwijk. Ze behaalde in 2007 haar havo-diploma, in de periode dat ze reeds speelde in Goede tijden, slechte tijden. Sips is verloofd met sportmarketeer Ralph Manheim. In april 2016 beviel Sips van haar eerste kind, een zoon. In augustus 2018 werd haar tweede kind geboren, een dochter.